# カウゼイ駅
- カウザイ駅[1]

カウゼイ駅（ベトナム語：Ga Cầu Giấy / Ga 梂紙）はベトナムのハノイ市バディン区にある、ハノイ・メトロ3号線の駅。駅番号は「T3-S08」。

## 歴史
- 2024年8月8日 - 3号線のニョン〜カウゼイ間開通に合わせて開業[2]。

## 駅構造
カウゼイ通り上に駅舎がある相対式ホーム2面2線を有する高架駅。2階が改札階、3階がホーム階となっている。渡り線はチュアハ側にあり、2番線で折り返し運転を行う。1番線ホームはハノイ駅方面延伸への延伸が行われるまでの閉鎖中となっている。

### のりば
| 番線 | 路線  | 行先           | 備考                   |
| ---- | ----- | -------------- | ---------------------- |
| 1    | 3号線 | (ハノイ駅方面) | 実際には未使用         |
| 2    | 3号線 | ニョン方面     | 当ホームで折り返し運転 |

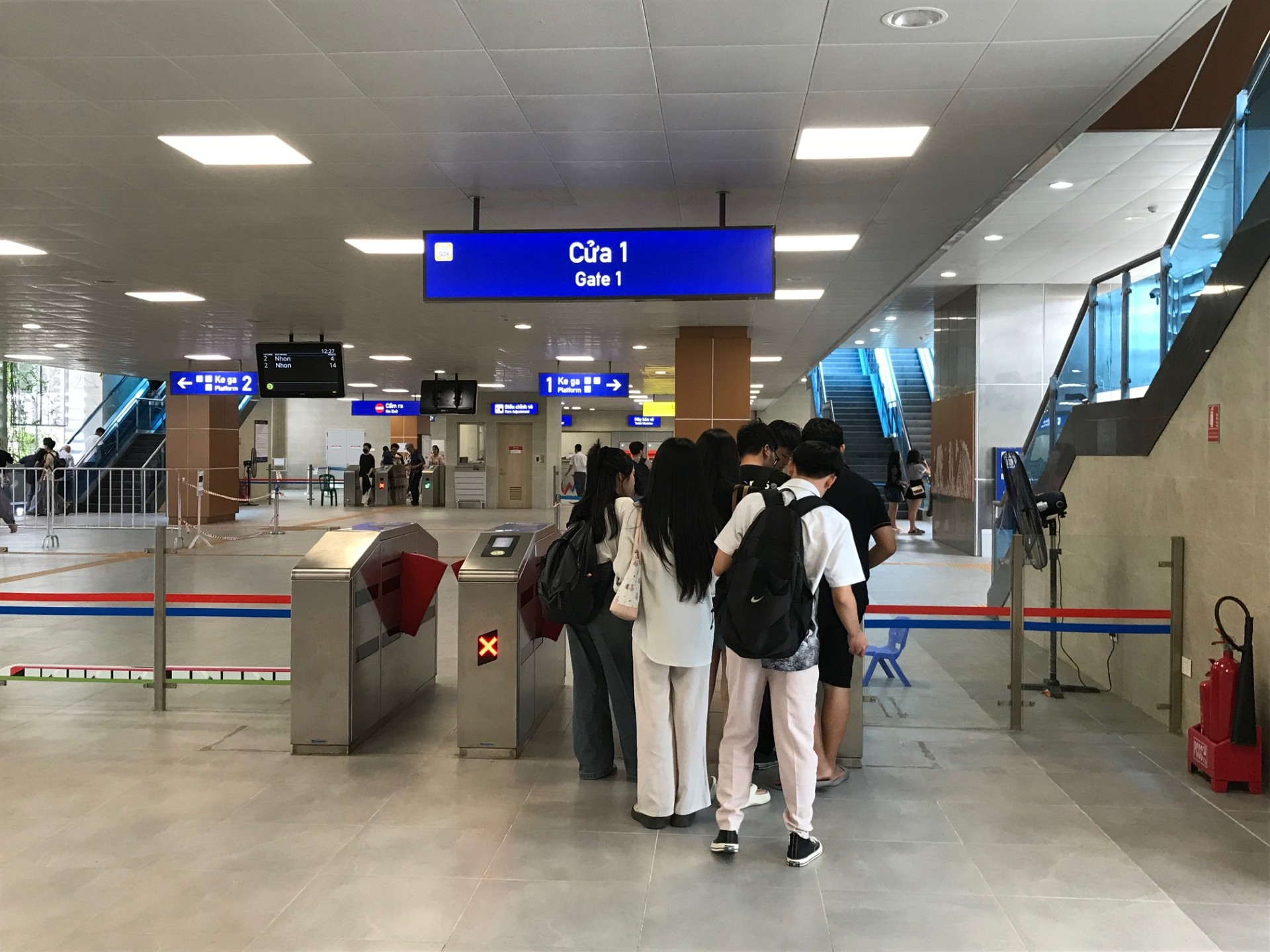
改札口
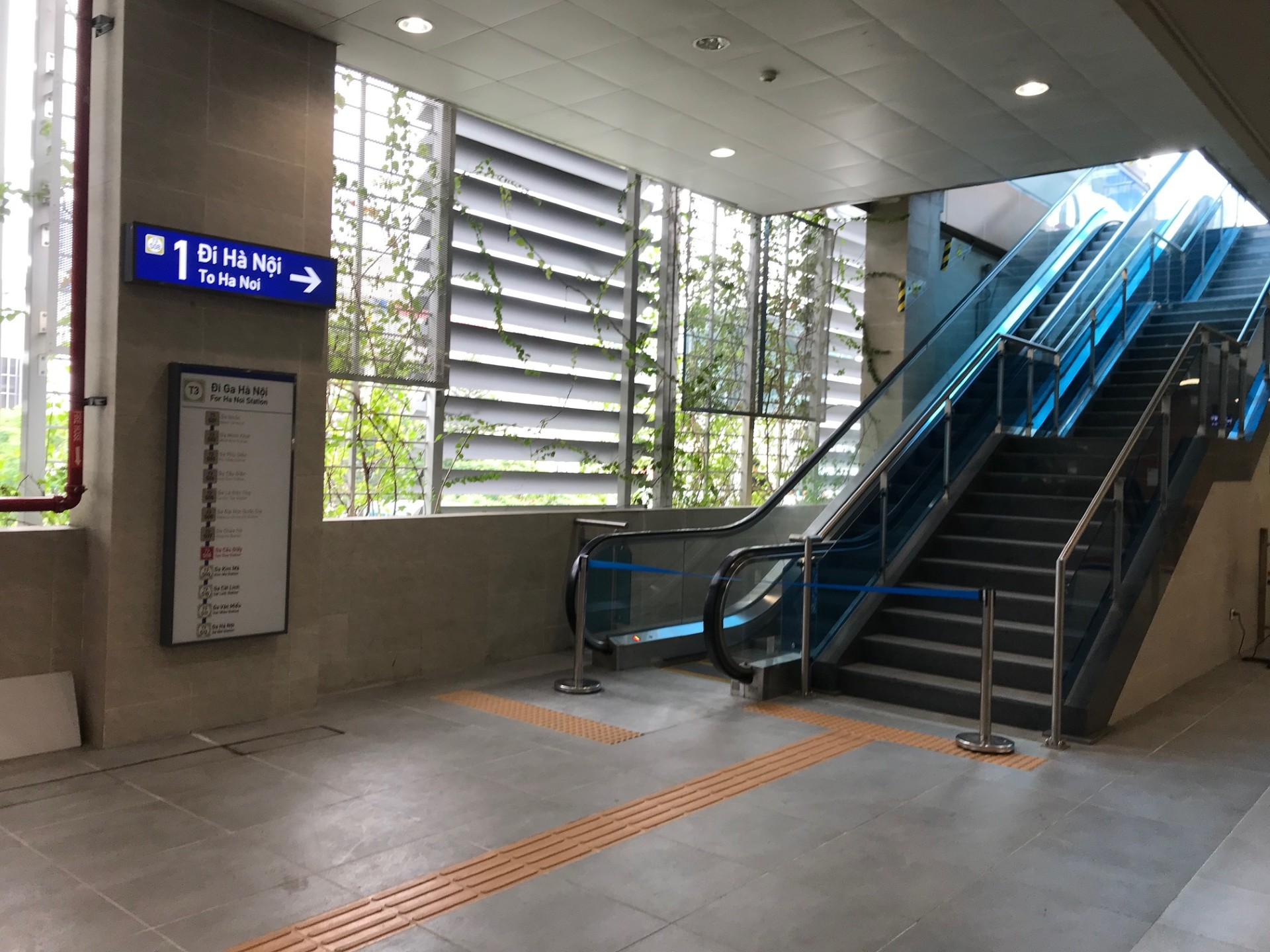
1番線への階段は閉鎖されている。
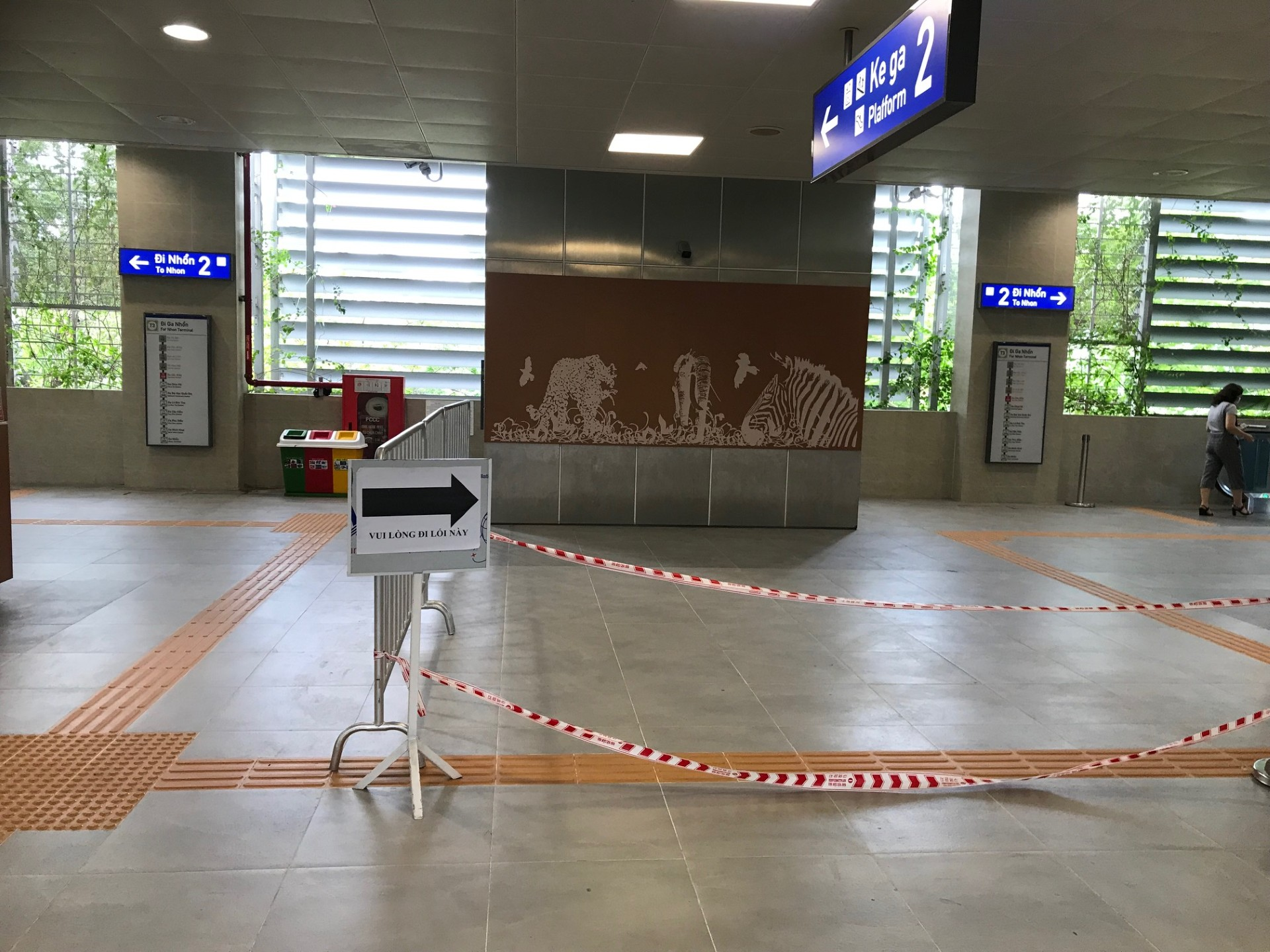
2番線への階段は乗車用と降車用で分けられている。
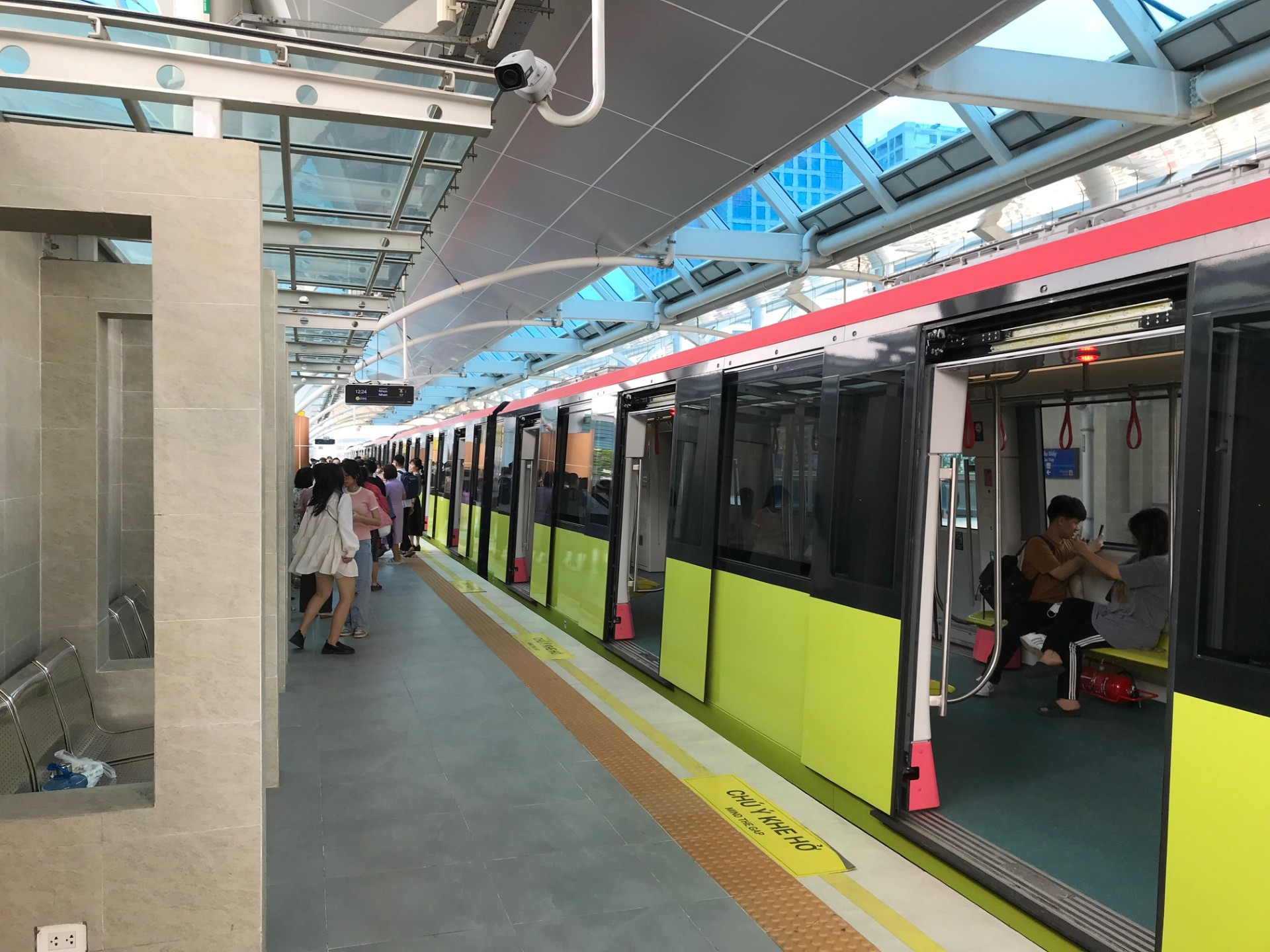
2番線ホーム

## 駅周辺
- 運輸通信大学（英語版、ベトナム語版）
- トゥーレ公園（ベトナム語版）
- 在ベトナムロシア連邦大使館
- 象伏祠（ベトナム語版）
- 交通科学技術研究所
- 交通病院
- クアンホア小学校
- カウザイ地区党委員会
- カウザイ地区統計局
- ベトナム交通局（VNVC）予防接種センター
- 環状2号線（ベトナム語版）

## 隣の駅
ハノイ都市鉄道
 3号線
チュアハ駅 (T3-S07) - カウゼイ駅 (T3-S08)